# Nélée de Scepsis
Pour les articles homonymes, voir Nélée (homonymie).
Nélée de Scepsis est un philosophe grec du IVe siècle av. J.-C. Il a été l'un des philosophes aristotéliciens les plus actifs.

## Notice historique
Fils de Coriscos, un disciple de Socrate, il fut disciple à la fois d’Aristote et de Théophraste qui lui légua la bibliothèque et les manuscrits autographes d’Aristote qui en faisaient partie, sans doute en raison de liens familiaux. Lorsque Nélée quitta Athènes pour revenir dans sa famille, à Scepsis, il emporta ces livres, que ses descendants auraient cachés afin qu’ils ne soient pas emportés par les Attalides à l’époque de la fondation de la bibliothèque de Pergame. Les ouvrages ne furent retrouvés que longtemps après, dans le cellier des descendants de Nélée, et achetés par Apellicon de Téos,. Nélée, peu savant et mauvais intellectuel, se rendit coupable de maladresses par des ravaudages entre autres.